# 2011年非洲之角饥荒

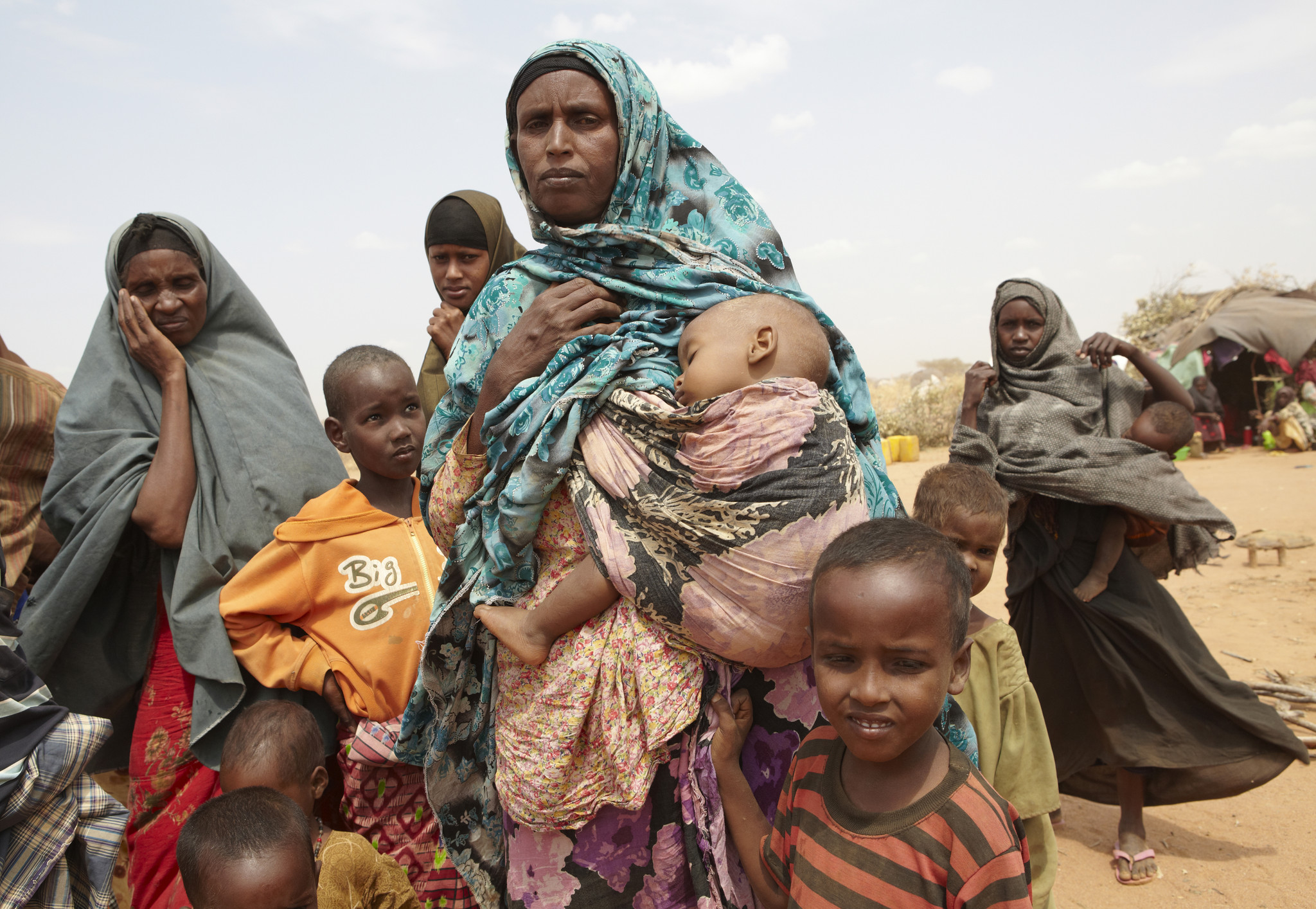
2011索馬利亞飢荒難民營

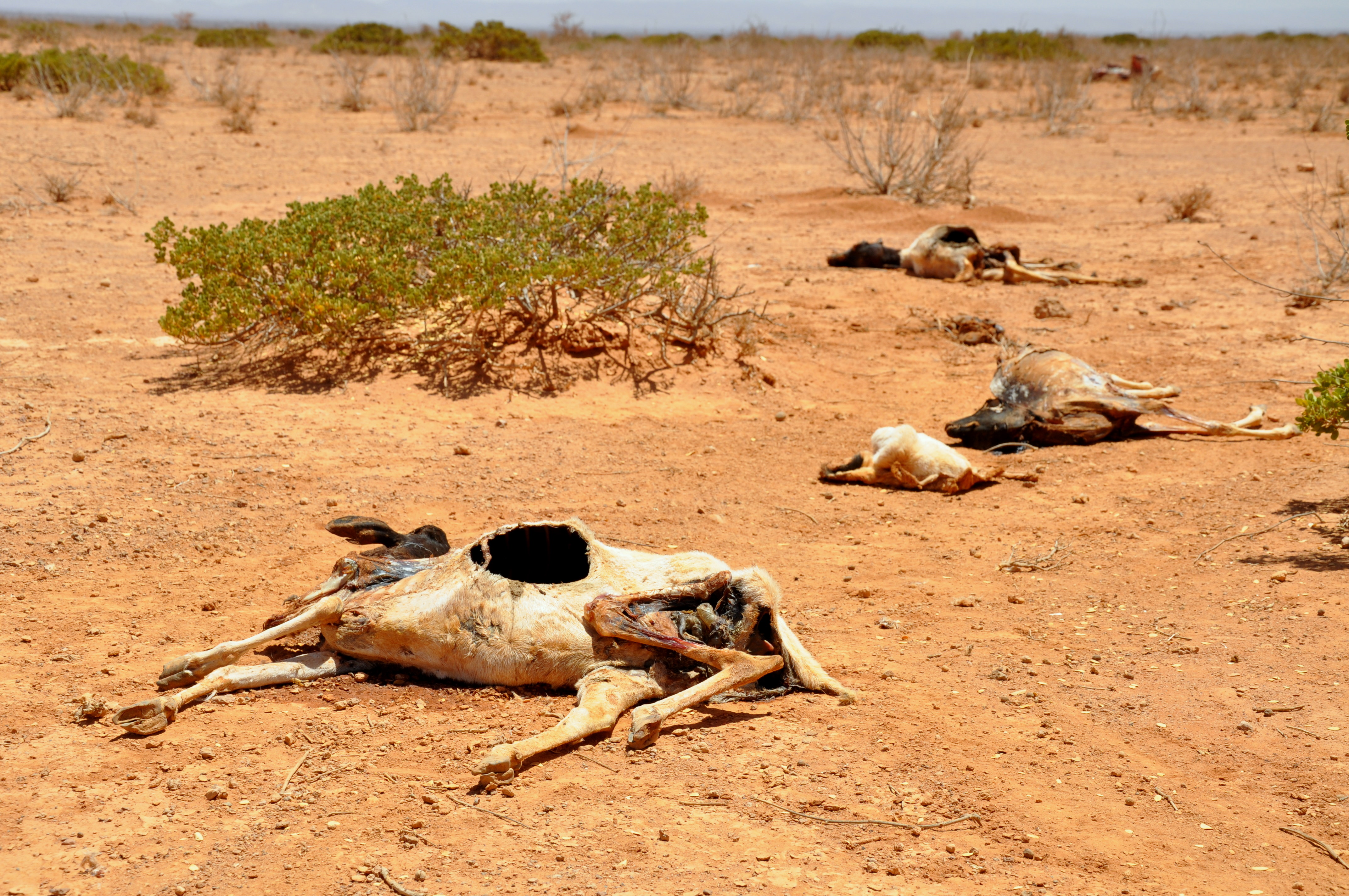
餓死的牛群

2011年非洲之角饥荒是指2011年7月至2012年8月由于非洲东北部的“非洲之角”发生60年不遇的乾旱及連年戰爭而引起的饥荒，位于这一地区的埃塞俄比亚、吉布提、肯尼亚和索马里共有超过1100万人受灾。
联合国索马里人道事务协调员马克·鲍登于7月20日在肯尼亚首都内罗毕宣布，索马里南部的巴科勒州和下谢贝利州两个地区进入饥荒状态，超過30%的兒童，處於極度營養不良狀況，部分地區每10,000人，每天有6人餓死，並警告類似情況可能在肯尼亞與埃塞俄比亞出現。聯合國兒童基金會表示，索馬里現時每5個小童就有1個在5歲前夭折，肯尼亞今年已有6.5萬小童因饑荒瀕臨死亡，比2009年上升3倍。索馬里約一半人口，即約370萬人陷入糧食危機，其中南部280萬人陷入飢荒狀態，若不加速援助行動，兩個月內，飢荒將蔓延索马里南部8個地區。索馬里上一次饑荒，是19年前的事情，數以十萬計民眾餓死。这是联合国自1984年埃塞俄比亚饥荒后首次正式宣布非洲饥荒。數以十萬計索馬里人由於饑荒逃到鄰近的肯尼亞和埃塞俄比亞。

## 國際反應
7月上旬，世界糧食計劃署宣布估计1000万人需要食物援助。聯合國秘書長潘基文說，索馬里人道主義救援急需捐款救助，共需要約16億美元，不过目前仅有一半资金到位。
曾于2010年到非洲进行援助但受到恐怖组织青年黨的威胁而离开的世界糧食計劃署计划考虑重返该地区，青年黨也宣布不会阻挠国际人道组织的工作。
欧盟宣布提供567万欧元援助给数百万灾民。7月16日，英国政府承诺提供5225万英镑的援助。美国先前提供给东非地区6300万美元的援助后，又增加了单独一项500万美元援助给索马里，后由于考虑到这笔援助会使该国的恐怖组织青年黨受益，因此美国又撤消了这一单独援助计划。